# Спартак-БЗК (Золотоноша)
Футбольний клуб «Спартак-БЗК» (Золотоноша) — український футбольний клуб із Золотоноші Черкаської області, заснований у 1987 році. Виступає в Чемпіонаті та Кубку Черкаської області. Домашні матчі приймає на стадіоні «Колос».
Колишній учасник розіграшу Чемпіонату України серед аматорів.

## Історія назв
- (1987—2012): «Спартак» (Золотоноша)
- (2012—н. ч.): «Спартак-БЗК» (Золотоноша)

## Досягнення
- Чемпіонат Черкаської області
  - Чемпіон (1): 1990